# FASTA
FASTA — текстовый формат для нуклеотидных или полипептидных последовательностей, в котором нуклеотиды или аминокислоты обозначаются при помощи однобуквенных кодов. Из-за своей простоты и практичности в настоящее время используется большинством программ работы с биологическими последовательностями. Файлы данного формата могут содержать названия последовательностей, их идентификаторы в базах данных и комментарии. В зависимости от природы содержащихся в нем биологических последовательностей файл формата FASTA может иметь различные расширения.

## История и распространение
Формат придуман Дэвидом Липманом и Уильямом Пирсоном  в 1985 году для одноименной программы, предназначенной для поиска в больших базах последовательностей, гомологичных данной. Первичное описание формата было произведено ими в документации этой программы, а сейчас его описание является частью документации программы BLAST.
Простота FASTA-формата позволяет легко осуществлять различные действия с последовательностями при помощи инструментов редактирования текста и скриптовых языков программирования, таких как Python, Ruby, Perl, Java.
Форматы FASTA и FASTQ (Sanger Institute) наиболее популярны для представления данных о биологических последовательностях. Существуют также другие форматы, в том числе используемые в банках данных GenBank, EMBL и UniProt.

## Формат
Последовательности в формате FASTA начинаются с однострочного описания, за которым следуют строки, содержащие собственно последовательность. Описание отмечается символом «больше» («>») в первой колонке. Слово за этим символом и до первого пробела является идентификатором последовательности, далее следует опциональное описание. Следующие несколько строк могут иметь первым символом точку с запятой («;»), и тогда они будут восприниматься как комментарии. На данный момент многие базы данных и программы не распознают комментарии, поэтому они мало распространены. Дальше следуют строки, содержащие собственно биологические последовательности. Обычно строки в формате FASTA ограничены длиной от 80 до 120 символов (по историческим причинам), но современные программы распознают последовательности, записанные полностью в одну строку. В один файл могут быть записаны несколько последовательностей, таким образом получается мульти-FASTA файл, однако перед каждой последовательностью должен стоять свой идентификатор. Пример одной последовательности в формате FASTA:
```
   >gi|31563518|ref|NP_852610.1| microtubule-associated proteins 1A/1B light chain 3A isoform b [Homo sapiens]
   MKMRFFSSPCGKAAVDPADRCKEVQQIRDQHPSKIPVIIERYKGEKQLPVLDKTKFLVPDHVNMSELVKI
   IRRRLQLNPTQAFFLLVNQHSMVSVSTPIADIYEQEKDEDGFLYMVYASQETFGFIRENE
```

Идентификатором этой последовательности является gi|31563518|ref|NP_852610.1|.
Последовательности записываются в виде однобуквенных кодов нуклеотидов или аминокислот, совпадающих с их стандартными однобуквенными обозначениями, принятыми IUB/ИЮПАК, в порядке от 5'- к 3'-концу для нуклеиновых кислот и от N- к С-концу для аминокислот, в них допускаются пробелы, символы могут быть как в верхнем, так и в нижнем регистре. Числа, служебные символы конца строки и табуляции игнорируются программами работы с последовательностями.
Нуклеиновые кислоты обозначаются:
| Код | Значение                     | Мнемоника                                                                     |
| --- | ---------------------------- | ----------------------------------------------------------------------------- |
| A   | A                            | Adenine — Аденин                                                              |
| C   | C                            | Cytosine — Цитозин                                                            |
| G   | G                            | Guanine — Гуанин                                                              |
| T   | T                            | Thymine — Тимин (5-метилурацил)                                               |
| U   | U                            | Uracil — Урацил                                                               |
| R   | A, G                         | puRine — Пурины                                                               |
| Y   | C, T, U                      | pYrimidines — Пиримидины                                                      |
| K   | G, T, U                      | Кетоновые основания                                                           |
| M   | A, C                         | Основания с аминогруппами (aMino)                                             |
| S   | C, G                         | Сильное (Strong) взаимодействие в комплементарной паре (три водородные связи) |
| W   | A, T, U                      | Слабое (Weak) взаимодействие в комплементарной паре (две водородные связи)    |
| B   | не A (то есть C, G, T или U) | B идёт за A                                                                   |
| D   | не C (то есть A, G, T или U) | D идёт за C                                                                   |
| H   | не G (A, C, T или U)         | H идёт за G                                                                   |
| V   | не T и не U (A, C или G)     | V идёт за U                                                                   |
| N   | A C G T U                    | Любой (aNy) нуклеотид                                                         |

Для аминокислот есть 22 обычных кода (канонические аминокислоты, селеноцистеин и пирролизин), 4 специальных (обозначения множеств аминокислот) и * для обозначения стоп-кодона (в формальных трансляциях генов).
| Код аминокислоты | Значение                                    |
| ---------------- | ------------------------------------------- |
| A                | Аланин                                      |
| B                | Аспарагиновая кислота (D) или Аспарагин (N) |
| C                | Цистеин                                     |
| D                | Аспарагиновая кислота                       |
| E                | Глутаминовая кислота                        |
| F                | Фенилаланин                                 |
| G                | Глицин                                      |
| H                | Гистидин                                    |
| I                | Изолейцин                                   |
| J                | Лейцин (L) или Изолейцин (I)                |
| K                | Лизин                                       |
| L                | Лейцин                                      |
| M                | Метионин                                    |
| N                | Аспарагин                                   |
| O                | Пирролизин                                  |
| P                | Пролин                                      |
| Q                | Глутамин                                    |
| R                | Аргинин                                     |
| S                | Серин                                       |
| T                | Треонин                                     |
| U                | Селеноцистеин                               |
| V                | Валин                                       |
| W                | Триптофан                                   |
| Y                | Тирозин                                     |
| Z                | Глутаминовая кислота (E) или Глутамин (Q)   |
| X                | Любая аминокислота                          |
| *                | Терминация трансляции                       |

Fasta-формат используется также для файлов, содержащих выравнивания биологических последовательностей. В этом случае в каждую последовательность в места, соответствующие позициям, не представленным в данной последовательности, вставляются символы «гэпов» (обычно это дефис или точка), в результате все последовательности в файле должны иметь одинаковую длину.

## Идентификаторы последовательностей
Центр NCBI определил правила создания уникальных идентификаторов последовательностей (SeqID). В строку описания допускается вносить следующие варианты идентификаторов:
| Тип                                             | Формат(ы)                                              | Пример(ы)                        |
| ----------------------------------------------- | ------------------------------------------------------ | -------------------------------- |
| Локальный (не отсылает к внешним базам данных)  | lcl\|целое число lcl\|строка                           | lcl\|123 lcl\|hmm271             |
| GenInfo идентификатор последовательности остова | bbs\|целое число                                       | bbs\|123                         |
| GenInfo тип молекулы остова                     | bbm\|целое число                                       | bbm\|123                         |
| GenInfo ID импорта                              | gim\|целое число                                       | gim\|123                         |
| GenBank                                         | gb\|код доступа\|локус                                 | gb\|M73307\|AGMA13GT             |
| EMBL                                            | emb\|код доступа\|локус                                | emb\|CAM43271.1\|                |
| PIR                                             | pir\|код доступа\|название                             | pir\|G36364                      |
| SWISS-PROT                                      | sp\|код доступа\|название                              | sp\|P01013\|OVAX_CHICK           |
| Патент                                          | pat\|страна\|патент\|номер последовательности          | pat\|US\|RE33188\|1              |
| Патентная заявка                                | pgp\|страна\|номер заявки\|номер последовательности    | pgp\|EP\|0238993\|7              |
| RefSeq                                          | ref\|код доступа\|название                             | ref\|NM_010450.1\|               |
| Ссылка на базу данных не из этого списка        | gnl\|база данных\|целое число gnl\|база данных\|строка | gnl\|taxon\|9606 gnl\|PID\|e1632 |
| Интегрированная база данных GenInfo             | gi\|целое число                                        | gi\|21434723                     |
| DDBJ                                            | dbj\|код доступа\|локус                                | dbj\|BAC85684.1\|                |
| PRF                                             | prf\|код доступа\|название                             | prf\|0806162C                    |
| PDB                                             | pdb\|запись\|цепь                                      | pdb\|1I4L\|D                     |
| GenBank с аннотациями от третьих лиц            | tpg\|код доступа\|название                             | tpg\|BK003456\|                  |
| EMBL с аннотациями от третьих лиц               | tpe\|код доступа\|название                             | tpe\|BN000123\|                  |
| DDBJ с аннотациями от третьих лиц               | tpd\|код доступа\|название                             | tpd\|FAA00017\|                  |
| TrEMBL                                          | tr\|код доступа\|название                              | tr\|Q90RT2\|Q90RT2_9HIV1         |

Вертикальные чёрточки («|») в списке сверху являются не разделителями, а частью формата. Можно ставить идентификаторы подряд, разделяя их чертами. В случае, если какое-то из полей идентификатора оставлено пустым, для обеспечения совместимости с программами необходимо ставить две черты подряд.

## Расширения файлов
Файлы формата fasta могут иметь различное расширение в зависимости от природы представленных в них биологических данных.
| Расширение | Значение                                                         | Примечания |
| ---------- | ---------------------------------------------------------------- | --- |
| fasta      | Обычные данные fasta                                             | Любые данные fasta. Иногда также .fa, .seq, .fsa, .fas                                                                 |
| fna        | аббр. от «fasta nucleic acid»                                    | Для описания нуклеотидных последовательностей.                                                                         |
| ffn        | Кодирующие участки нуклеотидов                                   | Содержат кодирующие участки геномов.                                                                                   |
| faa        | аббр. от «fasta amino acid»                                      | Содержат аминокислотные последовательности. Используется расширение mpfa при хранении нескольких белков в одном файле. |
| frn        | Некодирующая РНК в формате FASTA                                 | Содержат некодирующие РНК в алфавите ДНК, например тРНК, рРНК                                                          |
| afa, mfa   | Выравнивание в формате FASTA (a от «alignment», m от «multiple») | Содержат выравнивания биологических (нуклеотидных или аминокислотных) последовательностей                              |